# Limnophora mesovittata
Limnophora mesovittata este o specie de muște din genul Limnophora, familia Muscidae, descrisă de Couri, Pont și Penny în anul 2006.
Este endemică în Madagascar. Conform Catalogue of Life specia Limnophora mesovittata nu are subspecii cunoscute.